# Омер Нішані
Оме́р Нішані́ (нар. 5 лютого 1887 — пом. 26 травня 1954) — албанський політичний діяч, президент Албанії у 1946—1953 роках.

## Політична діяльність
Нішані брав участь у організації Албанського національного революційного комітету у Відні у 1925 році. 
Пізніше Нішані діяв у рамках Албанського визвольного фронту за домінування у країні Комуністичної партії. У травні 1944 року Омер Нішані очолив Антифашистську раду. Того ж року його було призначено на посаду міністра закордонних справ. Після формування Албанської республіки 12 січня 1946 року Нішані став президентом країни. Цей пост він посідав до 1953 року. Він представляв Албанію упродовж наради Союзних сил у Парижі (1947).